# Трівор
Трівор (англ. Trivor) — один із найвищих піків (7577 м) хребта Гіспар Музтаг, у Каракорумі. Є 39-ю по висоті вершиною у світі.
Дотепер було всього два успішних сходження, перше в 1960 році здійснено по північно-західному ребру спільною експедицією Великої Британії та США, очолюваної Вільфрідом Нойсом.